# Martin Cooper
Pour les articles homonymes, voir Cooper.

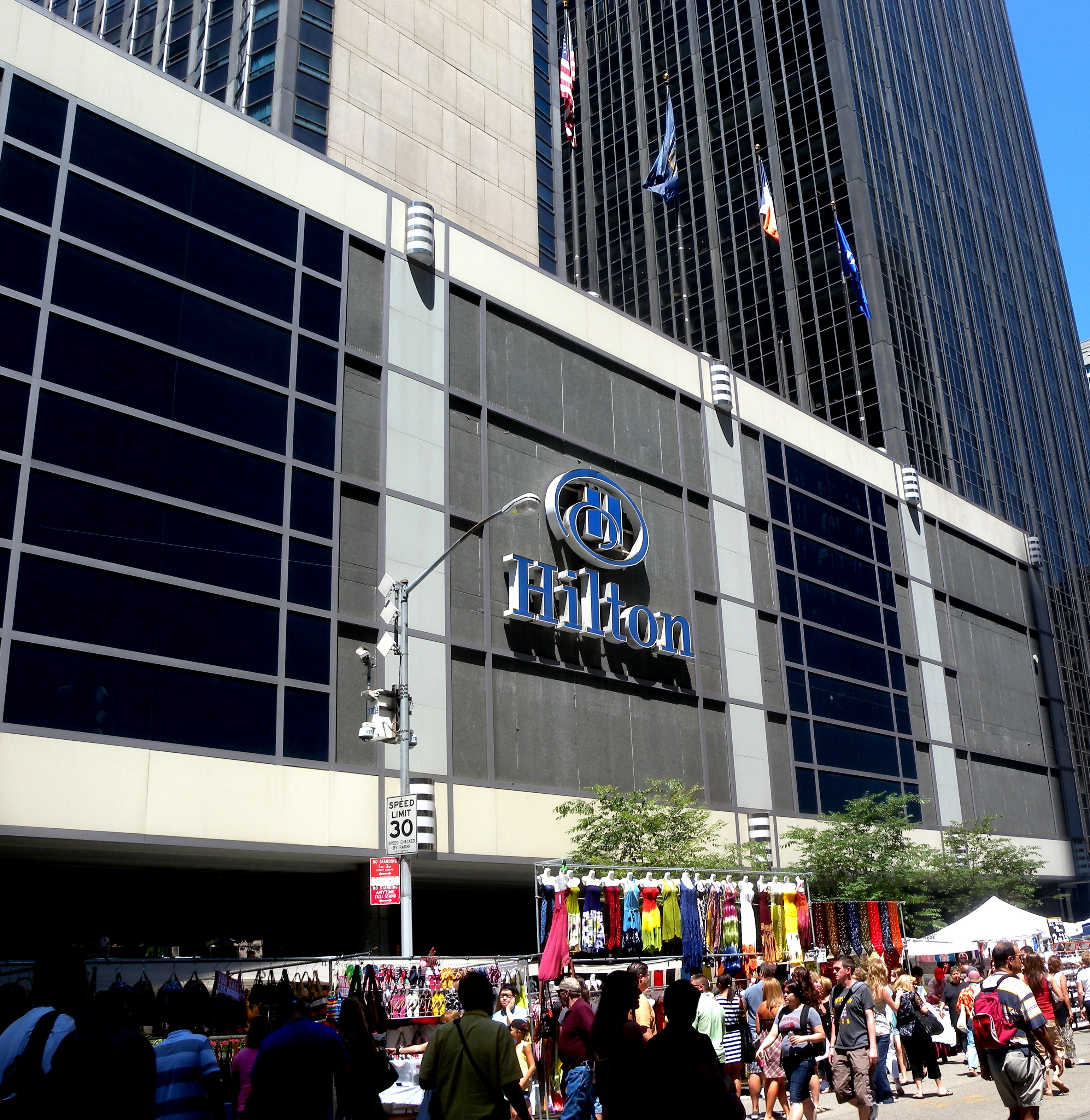
Façade du New York Hilton Midtown le 31 juillet 2010.

Martin Cooper, né le 26 décembre 1928 à Chicago, est considéré comme l'inventeur du premier combiné téléphonique portable et la première personne à avoir effectué un appel téléphonique sur un téléphone cellulaire portatif, en 1973.

## Biographie
Martin (Marty) Cooper naît d'Arthur et Mary, une famille de Juifs immigrés d'Ukraine, ayant fui les pogroms, et il grandit à Chicago,,. En 1950, il obtient son diplôme en génie électrique à l'Institut de technologie de l'Illinois, puis en 1957, sa maîtrise du même institut. En 2004, un doctorat honorifique lui est décerné.
Après quatre ans dans l'US Navy où il sert sur des destroyers et des sous-marins, il travaille pendant un an dans une entreprise de télécommunications. Embauché par Motorola en 1954, il travaille sur le développement de produits portables, dont les premières radios portables de poche pour le département de la police de Chicago en 1967. Il dirige ensuite la recherche cellulaire chez Motorola.
Le 3 avril 1973, alors responsable de la division communication dans cette entreprise, il se trouve à quelques pas de l'hôtel Hilton Midtown (en) de Manhattan, à New York. Il tient dans la main un objet prototype volumineux comme une brique (d'où son surnom : « the brick »), lourd comme un ordinateur portable de l'époque (1,2 kg) et muni d’une antenne longue de 10 cm. Avec ce terminal, qu’il a conçu de toutes pièces avec le soutien d’une équipe de sept personnes, il effectue le premier appel téléphonique en extérieur sans être dans une voiture. Il choisit comme destinataire Joel S. Engel, son rival et néanmoins confrère chez Bell Labs, chargé de la recherche et du développement de l’opérateur AT&T à l’époque. L’expérience est un succès. L’idée du téléphone portable devient une réalité.

Il s'est inspiré du capitaine Kirk parlant dans son communicateur (série télévisée Star Trek). À propos du DynaTAC 8000 qui pesait plus d'un kilogramme et coûtait plusieurs milliers de dollars (actualisés), Cooper le décrit ainsi : 
« La durée de vie de la batterie était de 20 minutes, mais ce n'était pas vraiment un gros problème parce que vous ne pouviez pas tenir ce téléphone aussi longtemps ».
Le magazine Popular Science présente le DynaTAC sur la couverture de son numéro de juillet 1973. Le nom de Cooper est porté sur le brevet américain 3.906.166 « radiotéléphonie » déposé le 17 octobre 1973.

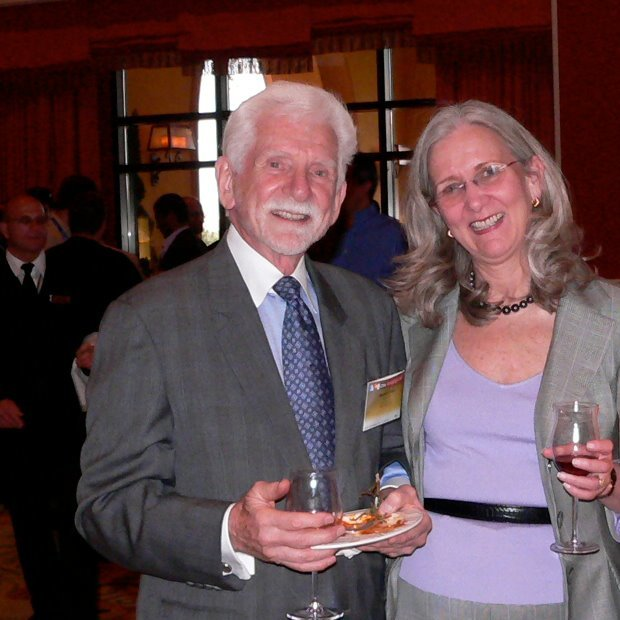
Marty Cooper et son épouse Arlene Harris (2006)

Actif durant près de 30 années passées chez Motorola, Cooper dirige les équipes qui créent la radio mobile à ressources partagées, les écrans à cristaux liquides, les oscillateurs, les composants piézoélectriques, la technologie stéréo Motorola AM, etc.. En 1978, il devient vice-président et directeur de la recherche de Motorola. Il quitte Motorola en 1983 pour fonder sa propre entreprise, Cellular Business Systems.
Depuis 1992, il est le PDG et fondateur de ArrayComm, une société développant, à San José en Californie, une technologie radio qui exploite le spectre hertzien.
Il siège au conseil d'administration de la société de technologie de recharge sans fil Energous de 2015 à 2019, et également à de nombreux comités consultatifs gouvernementaux.
Avec son épouse Arlene Harris (en) qui est également inventeuse, ils cofondent en 1986 Dyna LLC qui « soutient des solutions technologiques perspicaces, innovantes et pertinentes qui profitent à la société », et ils sont tous deux membres du Wireless Hall of Fame et du Consumer Technology Hall of Fame.
En 2003, Cooper a reçu le Wharton Infosys Business Transformation Award pour ses nombreuses innovations technologiques (onze brevets) dans le domaine de la communication, et en 2009 le prix Prince des Asturies. Il reçoit de Mikhaïl Gorbatchev le prix The Man Who Changed the World Award en 2011.
La « loi de Cooper » est nommée en son honneur.
En 2021, Cooper publie le livre Cutting the Cord: The Cell Phone Has Transformed Humanity.

## Distinctions
- 2014 : docteur honoris causa de l'université de Hasselt[11]
- 2025 : National Medal of Technology and Innovation[12]